# Pekan Olahraga Nasional III/Badminton

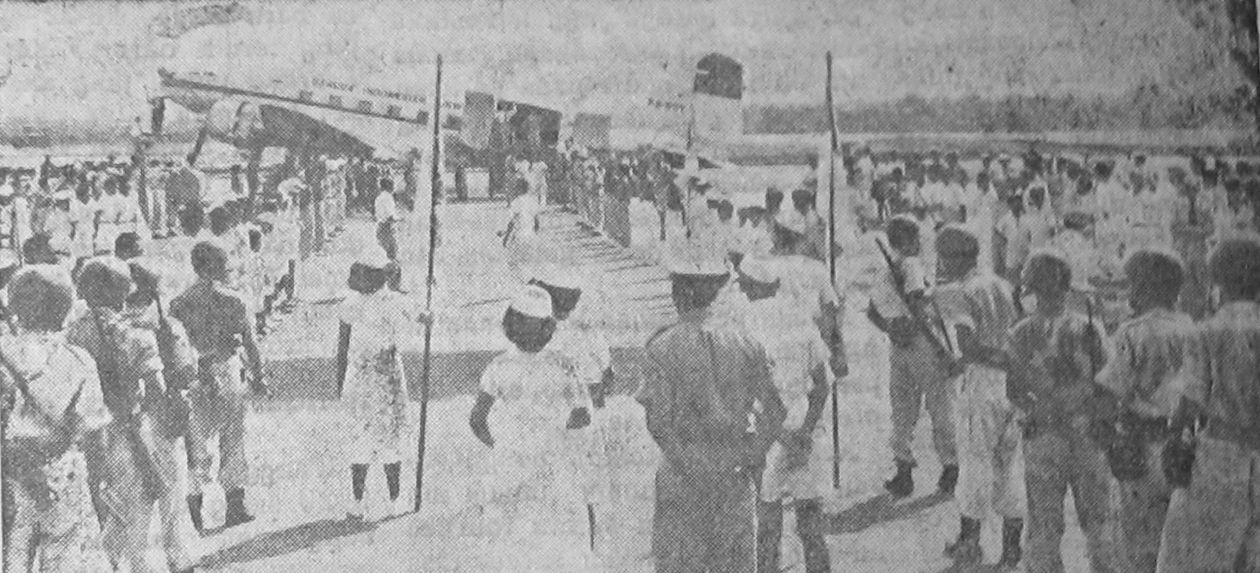
Flaggenzeremonie zur Eröffnung

Bei den Pekan Olahraga Nasional III wurden im Badminton Titelträger im Dameneinzel, im Damendoppel und bei den Herrenteams ermittelt. Die Spiele fanden vom 20. bis zum 27. September 1953 in Medan statt. Im Halbfinale des Teamwettbewerbs unterlagen Kalimantan Selatan (A. Karim und Romeo) gegen Jakarta und  Kalimantan Barat (Ong Po Swan, Moh. Soleh, Suleiman Kurdi, Said Mohammad) gegen Jawa Timur jeweils mit 0:3.

## Sieger und Platzierte
| Disziplin    | Gold                                      | Silber                                   | Bronze                              |
| ------------ | ----------------------------------------- | ---------------------------------------- | ----------------------------------- |
| Herreneinzel | nicht ausgetragen                         | nicht ausgetragen                        | nicht ausgetragen                   |
| Dameneinzel  | Ong Hong Nio (Jawa Tengah)                | Oei Lin Nio (Sumatra Utara)              | Teng Koen Liong (Jawa Timur)        |
| Herrendoppel | nicht ausgetragen                         | nicht ausgetragen                        | nicht ausgetragen                   |
| Damendoppel  | Tio Siam Tie Teng Koen Liong (Jawa Timur) | Oei Lin Nio Isa Nasution (Sumatra Utara) | Ong Hong Nio L. Wagyn (Jawa Tengah) |
| Mixed        | nicht ausgetragen                         | nicht ausgetragen                        | nicht ausgetragen                   |
| Herrenteam   | Jakarta                                   | Jawa Barat                               | Jawa Tengah                         |
| Damenteam    | nicht ausgetragen                         | nicht ausgetragen                        | nicht ausgetragen                   |